# Catherine Jauniaux
Catherine Jauniaux (* 1955 in Brüssel) ist eine belgische Sängerin. Sie war zunächst im Bereich des Artrock aktiv, um sich dann der Neuen Improvisationsmusik zuzuwenden.

## Leben und Wirken
Jauniaux begann 16-jährig, als Schauspielerin aufzutreten. Seit 1977 sang sie bei Aksak Maboul und war auch an deren Alben Onze Danses Pour Combattre la Migraine und Un Peu de l'Âme des Bandits beteiligt. 1982 schloss sie sich der britischen Band The Work um Bill Gilonis und Tim Hodgkinson an, um das Album Slow Crimes aufzunehmen. Im Folgejahr spielte sie mit Hodgkinson ihr Debütalbum Fluvial ein, an dem auch Lindsay Cooper und Georgie Born beteiligt waren.
1991 sang sie in Heiner Goebbels Römische Hunde am Frankfurter Theater am Turm (das 1994 auch als Hörspiel gesendet wurde). In den frühen 1990er Jahren gehörte sie zur Downtown-Szene von New York City, wo sie mit Musikern wie Fred Frith, Tom Cora, Marc Ribot, Zeena Parkins und Butch Morris arbeitete. Mit Ikue Mori gründete sie das Duo Vibraslaps, das 1992 ein Album veröffentlichte. 1995 zog sie mit Tom Cora, den sie geheiratet hatte, nach Südfrankreich, um mit Louis Sclavis, The Ex, Yoshihide Otomo, David Moss und Christian Marclay zu arbeiten.
Mit dem Projekt The Hat Shoes, das sie mit Gilonis bildete, legte sie zwei Alben vor. In den letzten Jahren war sie auch mit eRikm tätig, improvisierte aber auch mit dem Cellisten Hiromichi Sakamoto, Sophie Agnel, Barre Phillips, Olivier Benoît und Xavier Charles.

## Diskographische Hinweise
- Fluvial (Woof Records, 1983)
- Vibraslaps (RecRec Music, 1992)
- Catherine Jauniaux - Hiromichi Sakamoto (2004)
- Catherine Jauniaux / Barre Phillips / Ned Rothenberg: While You Were Out (2009)
- Barre Phillips / Catherine Jauniaux / Malcolm Goldstein: Birds Abide (Victo 2010)
- Catherine Jauniaux / eRikm: Mal Des Ardents / Pantoneon  (2013, CD, Mikroton Recordings)